# Mistrzostwa Świata w Saneczkarstwie na Torach Naturalnych 2013
19. Mistrzostwa Świata w Saneczkarstwie na Torach Naturalnych odbyły się w dniach 24 - 27 stycznia 2013 we włoskiej Nova Ponencie. Rozegrano cztery konkurencje: jedynki kobiet, jedynki mężczyzn, dwójki mężczyzn oraz konkurs drużynowy. W jedynkach mężczyzn i kobiet do końcowego rezultatu liczyła się suma czasów z trzech zjazdów, zaś w konkurencji dwójek męskich z dwóch zjazdów.

## Terminarz
| Data             | Miejscowość  | Konkurencja       | Złoto                                                                   | Srebro                                                                               | Brąz                                                                           |
| ---------------- | ------------ | ----------------- | ----------------------------------------------------------------------- | ------------------------------------------------------------------------------------ | ------------------------------------------------------------------------------ |
| 27 stycznia 2013 | Nova Ponente | Jedynki kobiet    | Jekatierina Ławrientjewa                                                | Melanie Schwarz                                                                      | Evelin Lanthaler                                                               |
| 27 stycznia 2013 | Nova Ponente | Jedynki mężczyzn  | Patrick Pigneter                                                        | Thomas Schopf                                                                        | Alex Gruber                                                                    |
| 26 stycznia 2013 | Nova Ponente | Dwójki mężczyzn   | Włochy Patrick Pigneter · Florian Clara                                 | Austria Christian Schopf · Andreas Schopf                                            | Austria Thomas Schopf · Andreas Schöpf                                         |
| 25 stycznia 2013 | Nova Ponente | Konkurs drużynowy | Włochy Melanie Schwarz · Alex Gruber · Patrick Pigneter - Florian Clara | Rosja Jekatierina Ławrientjewa · Stanisław Kowszyk · Paweł Porszniew - Iwan Łazariew | Włochy Evelin Lanthaler · Florian Breitenberger · Hannes Clara - Stefan Gruber |